# Al-Hàrith (V) ibn Jàbala
Al-Hàrith (V) ibn Jàbala (àrab: الحارث بن جبلة, al-Ḥāriṯ ibn Jabala), també conegut com a Aretes V a les fonts clàssiques (grec antic: [Φλάβιος] Ἀρέθας, [Flavios] Arethas), fou rei dels gassànides (529-569), el més conegut d'aquesta dinastia àrab. Va succeir el seu pare Jàbala (IV) ibn al-Hàrith (512-529).
Durant el regnat de Justinià I (527-565), com a filarca i aliat romà d'Orient, va dirigir un contingent contra els sassànides i els seus aliats, la dinastia àrab dels làkhmides, i es va distingir en la batalla de Cal·linícon (531) i a la campanya d'Assíria (541). El 554 va obtenir una victòria decisiva sobre el rei làkhmida al-Múndhir (III) ibn Imri-l-Qays a Halima.
Era cristià monofisita, és a dir, creia en una única naturalesa de Crist; l'església monofisita fou apartada de l'estat sota l'emperador Justí I (518-527), però Aretes la va imposar als seus dominis quan va pujar al tron i li va donar protecció contra els calcedonians (seguidors de la doctrina del concili de Calcedònia) i es va oposar a les escissions internes, com ara l'heretgia triteista d'Eugeni i Conó de Tars.
Va rebre de l'Imperi Romà d'Orient els títols de patrikios, patrici (grec antic: πατρίκιος; àrab: بِطْرِيق, biṭrīq), i vir gloriossissimus, una de les dignitats més grans de l'emperador romà d'Orient. Va morir el 569 i el va succeir el seu fill al-Múndhir (III) ibn al-Hàrith (569-581).